# Contágio financeiro
Contágio financeiro refere-se à "difusão de distúrbios de mercado - principalmente no lado negativo - de um país para outro, um processo observado por meio de co-movimentos nas taxas de câmbio, preços de ações, spreads soberanos e fluxos de capital". O contágio financeiro pode ser um risco potencial para os países que estão tentando integrar seu sistema financeiro aos mercados e instituições financeiras internacionais. Ajuda a explicar uma crise econômica que se estende por países vizinhos, ou mesmo regiões.